# 닐 핀
닐 핀(영어: Neil Finn, OBE, 1958년 5월 27일 ~ )은 뉴질랜드의 싱어송라이터이다. 크라우디드 하우스와 스플릿 엔즈의 주요 구성원으로 활동했다.
크라우디드 하우스의 〈Don't Dream It's Over〉와 〈Something So Strong〉이 닐 핀이 작곡한 노래들로, 각각 빌보드 싱글 차트 2위와 7위에 오르는 등 세계적인 성과를 거뒀다.
형인 팀 핀 역시 음악가로, 닐 핀과 함께 크라우디드 하우스와 스플릿 엔즈의 구성원이었고 1989년 핀 브라더스(The Finn Brothers)를 결성해 함께하고 있다.
2018년, 플리트우드 맥의 기타 연주자로 영입되었다.

## 서훈
- 1993년 대영 제국 훈장 4등급(OBE)[2]